# Kostel svatého Václava (Mníšek pod Brdy)
Římskokatolický kostel svatého Václava v Mníšku pod Brdy se nachází v horní části náměstí F. X. Svobody a je obklopen malým hřbitovem. Byl postaven v barokním slohu v polovině 18. století nedaleko místa, kde se nacházel dřívější kostel stejného zasvěcení, v písemných pramenech poprvé zmíněný v roce 1352. Je chráněn jako kulturní památka České republiky.

## Dějiny
V roce 1639 byly původní kostel i fara zničeny při plenění města švédskými vojsky. Po roce 1649 byl kostel obnoven pražskými jezuity. V roce 1655 zakoupil mníšecké panství Servác Engel z Engelsflussu. Ten dal v roce 1662 ulít zvony v dílně zvonaře Mikuláše Löwa v Praze. Ve vizitační zprávě z roku 1696 se píše, že mníšecký kostel se „kostelu sotva podobá“. V roce 1743 se stal majitelem mníšeckého panství Václav Ignác z Unwerthu. Ten nechal postavit na mníšeckém náměstí nový kostel, opět zasvěcený svatému Václavovi. Kostel byl benedikován dne 28. září 1756. V roce 1786 byla místní administratura povýšena na faru. V roce 1836 byla postavena zděná zvonice, kam byly přeneseny zvony z dřevěné zvonice původního kostela. V roce 1868 byla přistavěna k západnímu průčelí nová, novorománská zvonice a předešlá zvonice byla zbořena.

## Interiér kostela

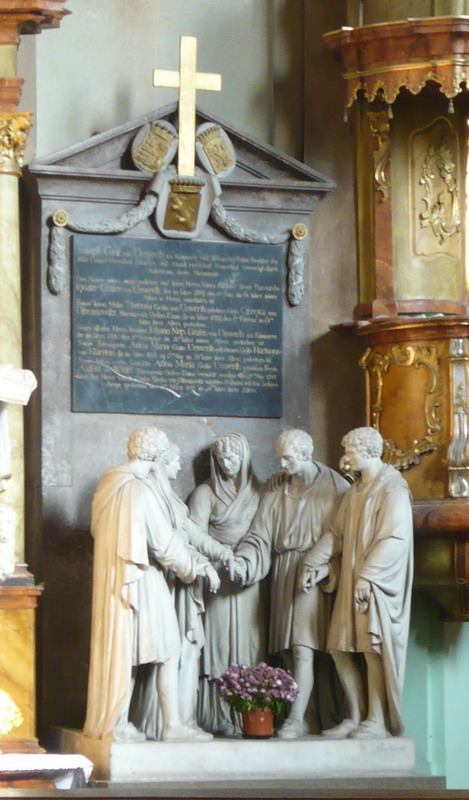
Náhrobek Josefa hraběte z Unwerthu (1753 - 1822)

Na hlavním oltáři je socha svatého Václava. Po stranách stojí sochy svatého Prokopa, svatého Vojtěcha, Svaté Ludmily a svatého Václava.
Vedle hlavního oltáře jsou v kostele čtyři boční oltáře:
- Oltář svatého Jana Křtitele, jehož obraz namaloval Karel Javůrek. Obraz byl darován kostelu Karlem, svobodným pánem ze Širndingu v roce 1884. Na oltáři jsou dále sochy evangelistů Matouše a Marka.
- Oltář s obrazem Ježíš Kristus na kříži s Pannou Marií, Janem Křtitelem a Maří Magdalénou u paty kříže (Petr Brandl). Vedle obrazu jsou sochy svatého Floriána a svatého Sebastiána.
- Oltář s obrazem Ježíšek se zjevuje svatému Antonínovi, patrně od Ignáce Raaba
- Oltář s obrazem Modlící se svatý Jan Nepomucký, patrně z druhé poloviny 18. století

Vedle kazatelny se nachází náhrobek Josefa z Unwerthu (1753 – 1822), klasicistní dílo sochaře Václava Prachnera, které znázorňuje postavy Josefa z Unwerthu, který je spolu se svým bratrem Janem a jeho manželkou Marií Annou vítán svými rodiči Václavem Ignácem z Unwerthu a jeho chotí Marií Teresií.
Na klenbách jsou malby Jana Spitzera z roku 1756 Zavraždění svatého Václava, Apotheosa sv. Václava a Sv. Václav se zjevuje své sestře, Přibyslavě.

## Duchovní správcové
- Blahuta (farářem do své smrti v roce 1369)
- Matěj Velvarský (farářem od roku 1369 nejméně do roku 1411)
- Matouš (farářem kolem roku 1535)
- Stanislav Polák (od roku 1552, utrakvistický kněz)
- Jan Rosacius Hořovský (do roku 1612, utrakvistický kněz)
- Jan Mníškovský (od roku 1610 nejméně do roku 1612)
- Matěj Rudbert OSB (administrátorem excurrendo v letech 1649 až 1653)
- Matiáš Krugelius (administrátorem excurrendo v letech 1653 až 1656)
- Šebestián Prášek (farářem v letech 1656 až 1658)
- Ludvík Šveger de Cilla (v letech 1658 až 1659)
- Chryzostom Bohuslavský OCist (v letech 1659 až 1662)
- Jan Václav Rothlév (v letech 1662 až 1664)
- Tomáš Mrazín (v letech 1664 až 1666)
- Jakub Lazar (v letech 1666 až 1668)
- Pavel Švamberger (v letech 1668 až 1669)
- Bartoloměj Pramer OFMConv (v letech 1669 až 1672)
- Kašpar Erhartický (v letech 1672 až 1673)
- Stanislav Kozojedský (v letech 1673 až 1674)
- Ondřej Hoflík (v letech 1674 až 1676)
- Václav Kubíček OFM (administrátorem v letech 1676 až 1680)
- Matouš Wirt (administrátorem v letech 1680 až 1693)
- Gunther Bok OSB (administrátorem v letech 1693 až 1694)
- Bartoloměj Skála (administrátorem v letech 1694 až 1695)
- Ondřej Aleš Tuma (administrátorem v letech 1695 až 1696)
- Antonín Jelec (administrátorem v letech 1696 až 1697)
- Matouš Severin (administrátorem v letech 1697 až 1698)
- Václav Ředina (administrátorem v letech 1698 až 1699)
- Jan Linhart (administrátorem v letech 1699 až 1702)
- Ildefons Pelikán OSB (administrátorem v letech 1702 až 1703)
- Prokop Smrkovský (administrátorem od roku 1703 do své smrti v roce 1738)
- František Filippi (administrátorem v letech 1738 až 1742)
- Maxentius Steinbock OFM (administrátorem v roce 1742)
- Jan Antonín Tureček (administrátorem od roku 1742 do své smrti 21. března 1761)
- Ignác Ringel (administrátorem od roku 1761 do své smrti 19. dubna 1764)
- Antonín Planer (administrátorem v letech 1764 až 1785)
- Jan Cipelius (farářem od roku 1785 do své smrti 12. února 1826)
- Josef Lagler (v letech 1826 až 1839)
- František Herschmann (v letech 1839 až 1883)
- Jan Kramer (farářem v letech 1883 až 1911)
- František Raus (administrátorem od roku 1911, farářem v letech 1912 až 1933)
- František Hošek (administrátorem v roce 1933)
- Ludvík Mrázek (administrátorem v roce 1933)
- Karel Novák (farářem od roku 1933 do své smrti v roce 1934)
- Ludvík Mrázek (administrátorem od srpna 1934 do listopadu 1934)
- Josef Klouček (farářem v letech 1934 až 1937)
- Arnošt Šíma (administrátorem od roku 1937 do 29. února 1940, farářem od 1. března 1940 do roku 1949)
- Jan Schmidt (administrátor)
- Miroslav Vlček (administrátor)
- František Hochmann (administrátor)
- Josef Čepička (administrátor)
- František Janků (farářem v letech 1955 až 1969)
- Jan Blažek (farářem od roku 1969 do své smrti 7. října 1982)
- Václav Kořínek (administrátorem v roce 1982)
- Václav Hradecký (administrátorem excurrendo od 1. ledna 1983 do 30. června 1983)
- Josef Hřebík (od 1. července 1983 do roku 1987)
- Jozef Andrejčák (administrátorem od 15. července 1987 do roku 1992)
- Artur Matuszek (administrátorem v letech 1992 až 1996)
- Roland Solloch (v letech 1996 až 1998)
- Robert Cieszkowski (administrátorem od roku 1998 do 31. srpna 2009; na kněze vysvěcen 23. září 1995)
- Mgr. Ing. Jan Dlouhý (farářem od 1. září 2009; narozen 8. listopadu 1950, na kněze vysvěcen 14. června 1997)

## Galerie

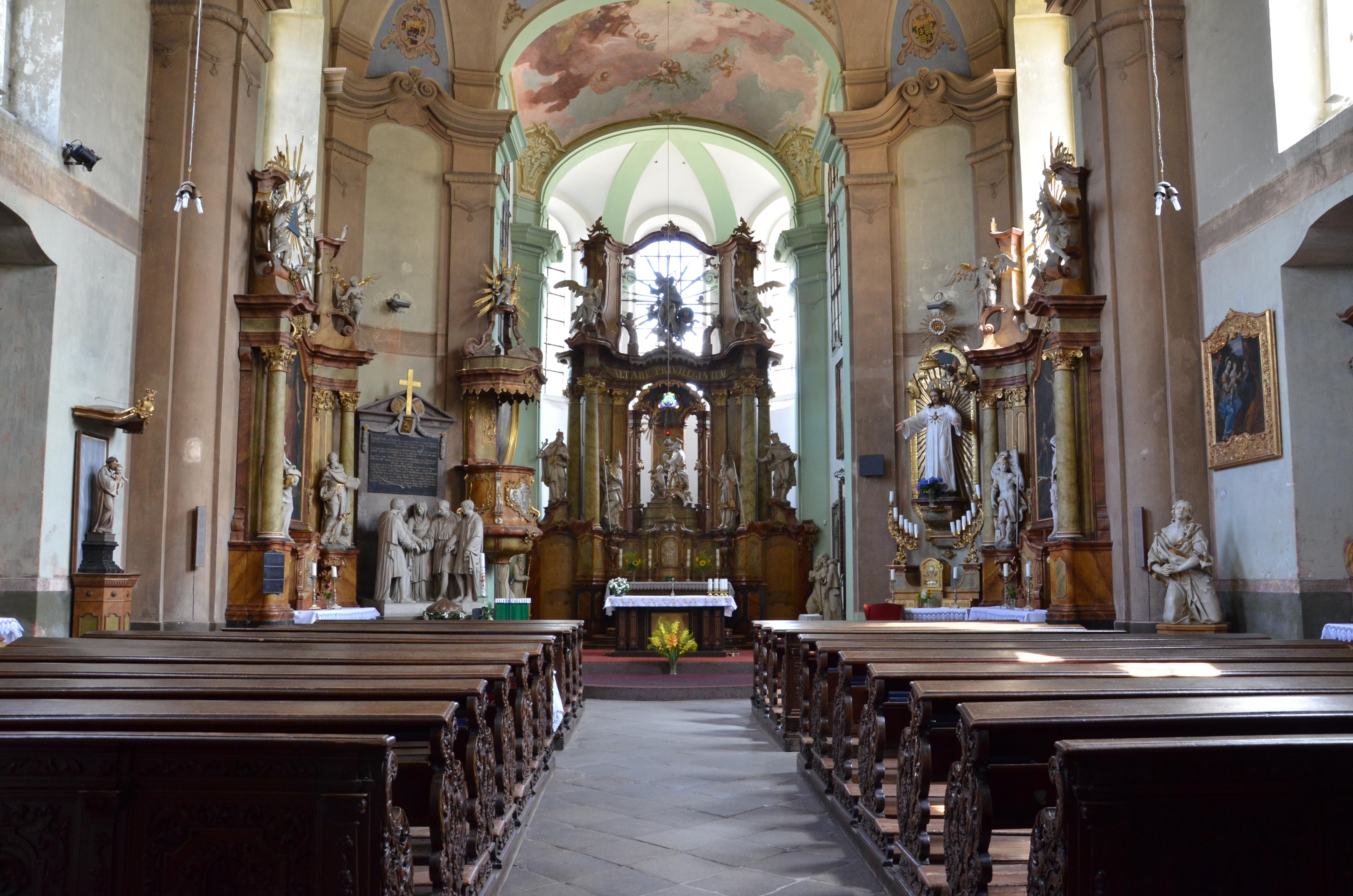
Interiér kostela
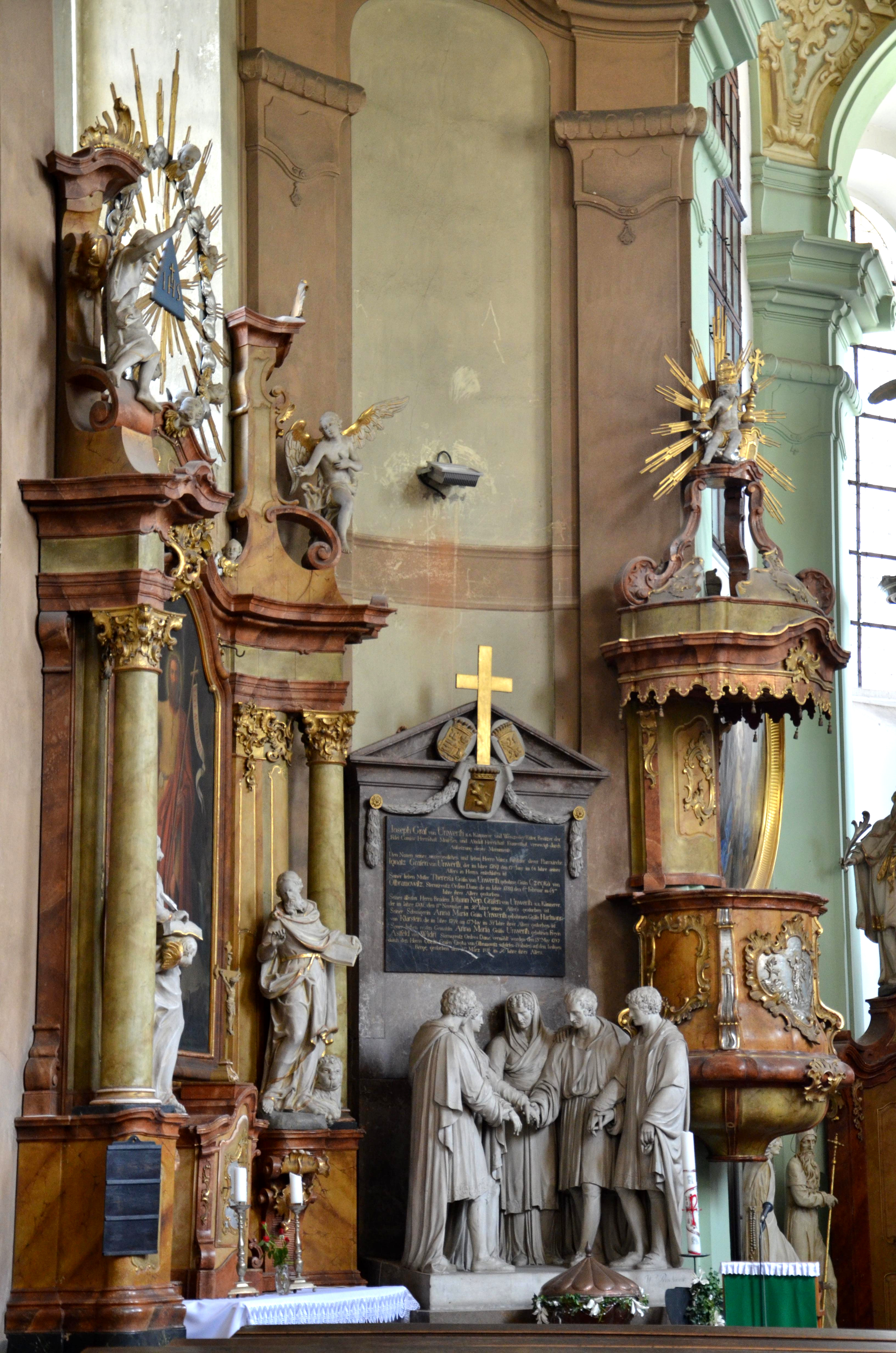
Interiér kostela, vlevo
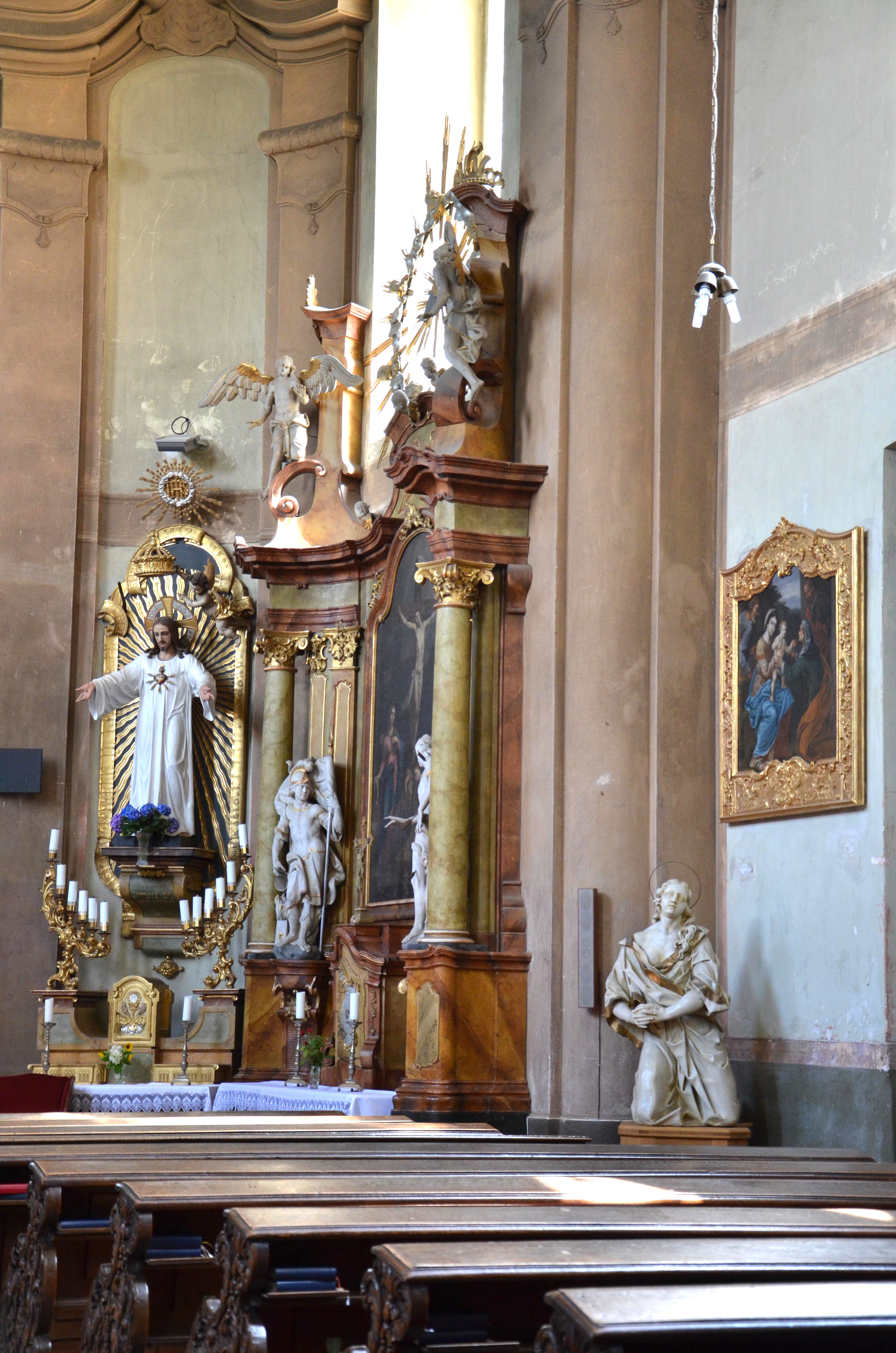
Interiér kostela vpravo
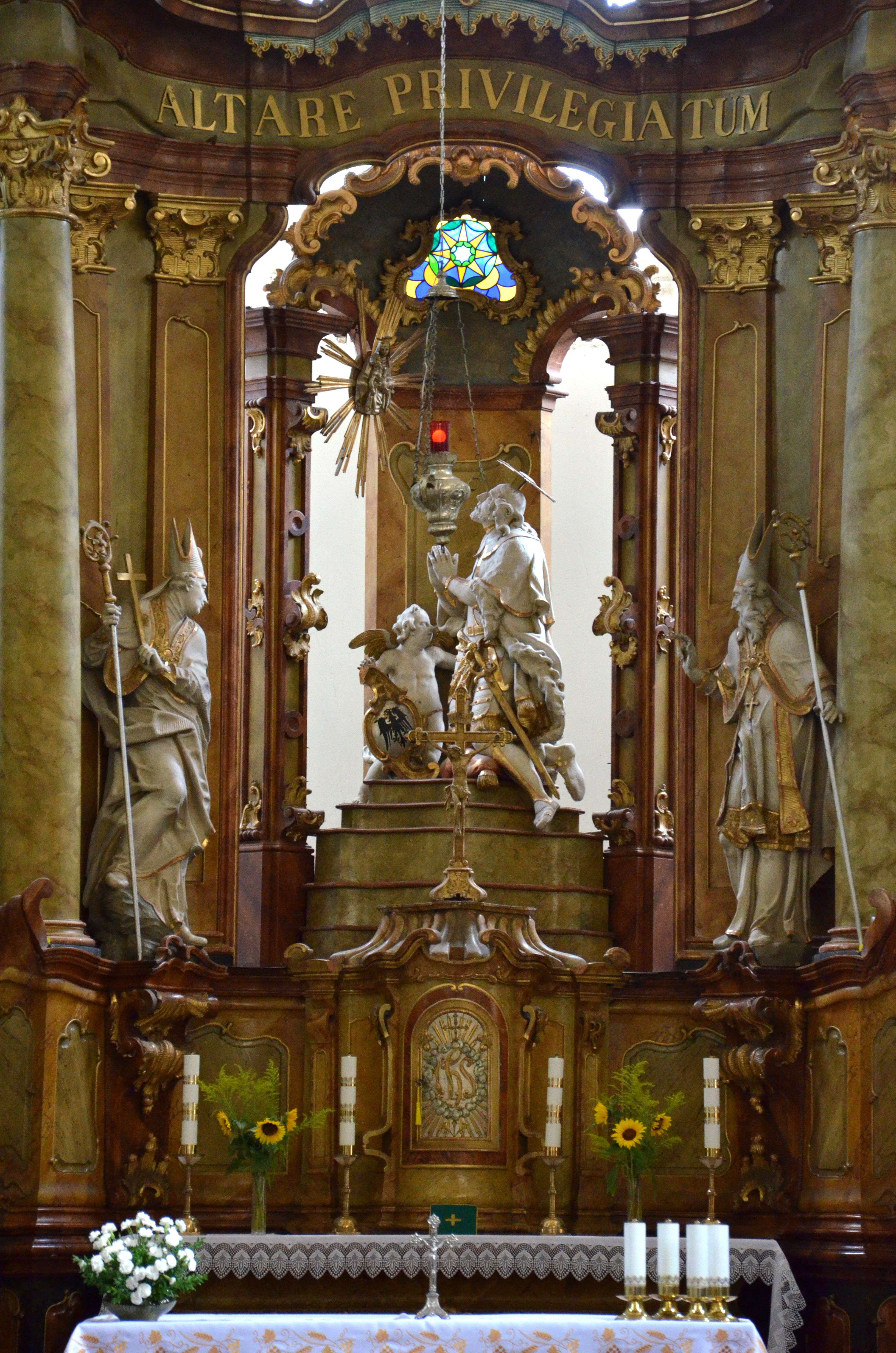
Hlavní oltář